# Інший уточнений дисоціативний розлад
Інший уточнений дисоціативний розлад (ІУДР; Other specified dissociative disorder або OSDD) — це психіатричний діагноз патологічної дисоціації, який відповідає критеріям DSM-5 для дисоціативного розладу, але не відповідає повним критеріям для жодного з конкретно визначених підтипів, які включають дисоціативний розлад ідентичності, дисоціативну амнезію та розлад деперсоналізації/дереалізації при цьому вказуються причини, за якими попередні діагнози не були встановлені. «Неуточнений дисоціативний розлад» дається, коли клініцист не вказує причину. У Міжнародна статистична класифікація хвороб і пов’язаних із ними проблем зі здоров’ям (МКХ-10) цей діагноз позначається як «Інші дисоціативні та конверсійні розлади».  У четвертому виданні Діагностичного та статистичного посібника з психічних розладів (DSM) воно було відоме як «Дисоціативний розлад, не зазначений інакше» (Dissociative disorder not otherwise specified або DDNOS).
Прикладами ІУДР (OSDD) є хронічні та рецидивуючі синдроми змішаних дисоціативних симптомів, порушення ідентичності внаслідок тривалого та інтенсивного примусового переконання, розлади, подібні до дисоціативного розладу ідентичності, гострі дисоціативні реакції на стресові події та дисоціативний транс. 
ІУДР (OSDD) є найпоширенішим дисоціативним розладом і діагностується в 40% випадків дисоціативних розладів.  Він часто поєднується з іншими психічними захворюваннями, такими як комплексний посттравматичний стресовий розлад, великий депресивний розлад, генералізований тривожний розлад, розлади особистості, розлади вживання психоактивних речовин і розлади харчової поведінки.
Наразі не існує препаратів, які безпосередньо лікують дисоціативні симптоми, проте дисоціативні стани добре піддаються психотерапії.  

## Еволюція
ІУДР (OSDD) був офіційно прийнятий у DSM-V, який був опублікований у 2013 році, разом із неуточненим дисоціативним розладом на заміну DDNOS.

## Критерії
Наразі в DSM наведено чотири приклади ІУДР (OSDD). ІУДР (OSDD) — це універсальна категорія для будь-яких проявів, які є аномальними, але не відповідають діагностичним критеріям жодного з дисоціативних розладів, тому наведені приклади не є єдиними можливими проявами ІУДР (OSDD). Діагноз ІУДР (OSDD) ставиться лише тоді, коли відомо, що інший дисоціативний розлад відсутній; якщо діагноз все ще уточнюється, або якщо немає достатньо часу для постановки обґрунтованого діагнозу (наприклад, в умовах відділення невідкладної допомоги), може бути поставлений діагноз неуточненого дисоціативного розладу .
Варто відзначити, що людині не поставлять діагноз «ІУДР 4 типу» (наприклад); натомість їй просто ставлять діагноз "ІУДР". Лікар, який ставить діагноз, може вказати в картці пацієнта, що діагноз - "ІУДР (дисоціативний транс)", але загалом буде поставлений простий діагноз "ІУДР".

### OSDD тип 1
OSDD-1 діагностується, коли людина переживає підпороговий дисоціативний розлад ідентичності (ДРІ; dissociative identity disorder - DID).
У DSM зазначено, що "Ця категорія включає розлади ідентичності, пов'язані з менш вираженими розривами у відчутті власного "Я" та власної активності, або зміни ідентичності чи епізоди одержимості в індивіда, який не повідомляє про дисоціативну амнезію". 
OSDD типу 1 часто поділяють на 2 основні типи, OSDD-1a та OSDD-1b. OSDD-1a зазвичай описується як DID, але з менш виразними альтерами. Альтерами цього типу часто є різними версіями хоста (альтера, який найчастіше використовує тіло). OSDD-1b описується як DID, але без провалів у пам'яті. Однак люди з OSDD-1b можуть мати сірі плями(часткові провали у пам'яті) або емоційну амнезію .
Згідно з МКХ-11, OSDD-1 описується  як «Частковий дисоціативний розлад ідентичності». 

### OSDD типу 2
OSDD-2 описує дисоціативний розлад ідентичності, спричинений «тривалим та інтенсивним примусовим переконанням».  DSM наводить приклади «промивання мізків», реформування мислення, індоктринації в полоні, тортур, тривалого політичного ув’язнення, вербування сектами/культами або терористичними організаціями». У результаті люди з OSDD-2 відчувають тривожні зміни та/або сумніви щодо своєї особистості. 

### OSDD типу 3
Діагноз OSDD-3 ставлять, коли людина відчуває гострі дисоціативні реакції на стресові події. Ці реакції тривають від кількох годин до тижнів, але зазвичай менше місяця. Дисоціативні стани характеризуються "звуженням свідомості", включаючи "деперсоналізацію; дереалізацію; порушення сприйняття (наприклад, уповільнення часу, макропсію); мікроамнезії; короткочаснийступор ; та/або зміни в сенсорно-моторному функціонуванні (наприклад, аналгезія, параліч)." 

### OSDD тип 4
OSDD-4 характеризується дисоціативним трансом; "гострим звуженням або повною втратою усвідомлення безпосереднього оточення, що проявляється як глибока нечутливість або несприйнятливість до стимулів навколишнього середовища".   DSM уточнює, що «дисоціативний транс не є нормальною частиною загальновизнаної колективної культурної чи релігійної практики».
Згідно з МКХ-11, цей стан вимагає окремого діагнозу "Трансовий розлад". 